# Hobart International 2016
42°52′24″ пд. ш. 147°19′47″ сх. д. / 42.87333° пд. ш. 147.32972° сх. д.
Hobart International 2016 - жіночий тенісний турнір, який проходив на хардових кортах Міжнародного тенісного центру в місті Гобарті (Австралія) з 10 по 16 січня 2016 року, в рамках туру WTA 2016. Це було 23-тє за ліком подібне змагання.

## Очки і призові

### Нарахування очок
| Дисципліна1      | П   | Ф   | ПФ  | ЧФ | 1/8 | 1/16 | Q   | Q3  | Q2  | Q1  |
| Одиночний розряд | 280 | 180 | 110 | 60 | 30  | 1    | 18  | 14  | 10  | 1   |
| Парний розряд    | 280 | 180 | 110 | 60 | 1   | Н/Д  | Н/Д | Н/Д | Н/Д | Н/Д |

### Призові гроші
| Дисципліна       | П       | Ф       | ПФ      | ЧФ     | 1/8    | 1/162  | Q3     | Q2   | Q1   |
| Одиночний розряд | $43,000 | $21,400 | $11,300 | $5,900 | $3,310 | $1,925 | $1,005 | $730 | $530 |
| Парний розряд *  | $12,300 | $6,400  | $3,435  | $1,820 | $960   | Н/Д    | Н/Д    | Н/Д  | Н/Д  |

1 Очки йдуть в рейтинг WTA.

2 Кваліфаєри отримують і призові гроші 1/16 фіналу

* на пару

## Учасниці основної сітки в одиночному розряді

### Сіяні гравчині
| Країна     | Гравчиня                   | Рейтинг1 | посіяний |
| ---------- | -------------------------- | -------- | -------- |
| США        | Слоун Стівенс              | 30       | 1        |
| Італія     | Каміла Джорджі             | 35       | 2        |
| Словаччина | Домініка Цібулкова         | 38       | 3        |
| Румунія    | Моніка Нікулеску           | 39       | 4        |
| США        | Медісон Бренгл             | 40       | 5        |
| Чехія      | Барбора Заглавова-Стрицова | 42       | 6        |
| Франція    | Алізе Корне                | 43       | 7        |
| Бельгія    | Алісон ван Ейтванк         | 44       | 8        |
| Німеччина  | Мона Бартель               | 45       | 9        |

- 1 Рейтинг станом на 4 січня 2016 року.

### Інші учасниці
Нижче наведено учасниць, які отримали вайлдкард на участь в основній сітці:
- Кімберлі Біррелл
- Меддісон Інгліс
- Ярміла Вулф

Нижче наведено тенісисток, які пробились в основну сітку через стадію кваліфікації:
- Кікі Бертенс
- Курумі Нара
- Наомі Осака
- Лаура Поус-Тіо

Як щасливі лузери в основну сітку потрапили такі гравчині:
- Вероніка Сепеде Ройг
- Полін Пармантьє

### Відмовились від участі
До початку турніру
- Петра Цетковська →її замінила Каріна Віттгефт
- Алісон Ріск (зміна графіку) →її замінила Полін Пармантьє
- Слоун Стівенс (вірусне захворювання) →її замінила Вероніка Сепеде Ройг

Під час турніру
- Мона Бартель (травма спини)

### Знялись
- Медісон Бренгл (респіраторне захворювання)

## Учасниці основної сітки в парному розряді

### Сіяні гравчині
| Країна     | Гравчиня                | Країна  | Гравчиня              | Рейтинг1 | посіяний |
| ---------- | ----------------------- | ------- | --------------------- | -------- | -------- |
| Іспанія    | Анабель Медіна Гаррігес | Іспанія | Аранча Парра Сантонха | 69       | 1        |
| Нідерланди | Кікі Бертенс            | Швеція  | Юганна Ларссон        | 74       | 2        |
| Україна    | Людмила Кіченок         | Україна | Надія Кіченок         | 113      | 3        |
| Хорватія   | Дарія Юрак              | США     | Ніколь Меліхар        | 125      | 4        |

- 1 Рейтинг станом на 4 січня 2016 року.

### Інші учасниці
Нижче наведено пари, які отримали вайлдкард на участь в основній сітці:
- Меддісон Інгліс /  Джессіка Мур

### Знялись з турніру
Під час турніру
- Юганна Ларссон (thigh injury)

## Переможниці та фіналістки

### Одиночний розряд
- Алізе Корне —  Ежені Бушар, 6–1, 6–2

### Парний розряд
- Хань Сіньюнь /  Крістіна Макгейл —  Кімберлі Біррелл /  Ярміла Вулф, 6–3, 6–0

## примітки
1. ↑  Tournament dates. Архів оригіналу за 6 липня 2011. Процитовано 4 січня 2016.
2. ↑  WTA: All about rankings. Архів оригіналу за 14 грудня 2012. Процитовано 4 січня 2016.
3. ↑  In form field ready for Hobart International. Архів оригіналу за 1 січня 2016. Процитовано 4 січня 2016.